# Caloris Montes

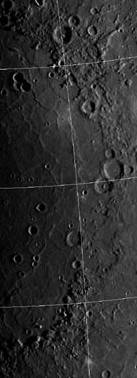
Caloris Montes

Caloris Montes är en bergskedja på Merkurius som omger nedslagskratern Caloris Basin. Topparna i denna bergskedja är omkring 2 kilometer höga. 
Caloris Montes upptäcktes på fotografier tagna av Mariner 10 år 1974. Caloris Montes befann sig vid terminatorn, linjen som delar dag och natt (dag- och natt hemisfärn), när den upptäcktes av Mariner 10, så bara halva delen bergskedjan var synlig